# 赤井輝子
赤井辉子（1514年11月6日—1594年12月17日），别名妙印尼，是战国时代後期的女武者。輝子是受过薙刀训练的女子，年轻时身经百战，并在70岁时指揮千餘名士兵守衛金山城。她是赤井重秀的女儿同时亦是由良成繁的妻子，也是北条家的家臣以及甲斐姬的祖母。
相比被誉为“东国无双的美人”的孙女甲斐姬，辉子以“战国时代最强女性”而闻名。

## 早期生活
輝子是館林城城主赤井重秀的女儿。据说輝子的父亲从淘氣的孩子手中救下一只小狐狸，随后于晚上出现一只稻荷，为他的城堡推荐一个位置，并用它的尾巴在地上画下一个防御工事的设计图。輝子早年居住的城堡经常受到上杉家、武田家和后北条家的威胁。关于輝子与父亲生活的细节目前沒有詳細的記載，但很可能从小就接受军事技能的训练。

## 后期生活
輝子於1594年去世，葬于茨城縣牛久市的得月院。她被尊稱为“戰國時代最強的女子”

## 流行文化
曾出现在戰國無雙和信長之野望系列的游戏中。

## 其他
- 日本的女性城主